# Engelbrektsupproret
Engelbrektsupproret var ett medeltida uppror i Sverige, som varade 1434–1436. Upproret riktade sig emot Erik av Pommern, då kung över Kalmarunionen, och leddes av frälsemannen Engelbrekt Engelbrektsson.
Upproret, med centrum i Dalarna och Bergslagen, spred sig över hela Svealand och Götaland. Upproret ledde till att Engelbrekt valdes till rikshövitsman, kung Erik av Pommerns avsättande, och inledde Kalmarunionens upplösning. 

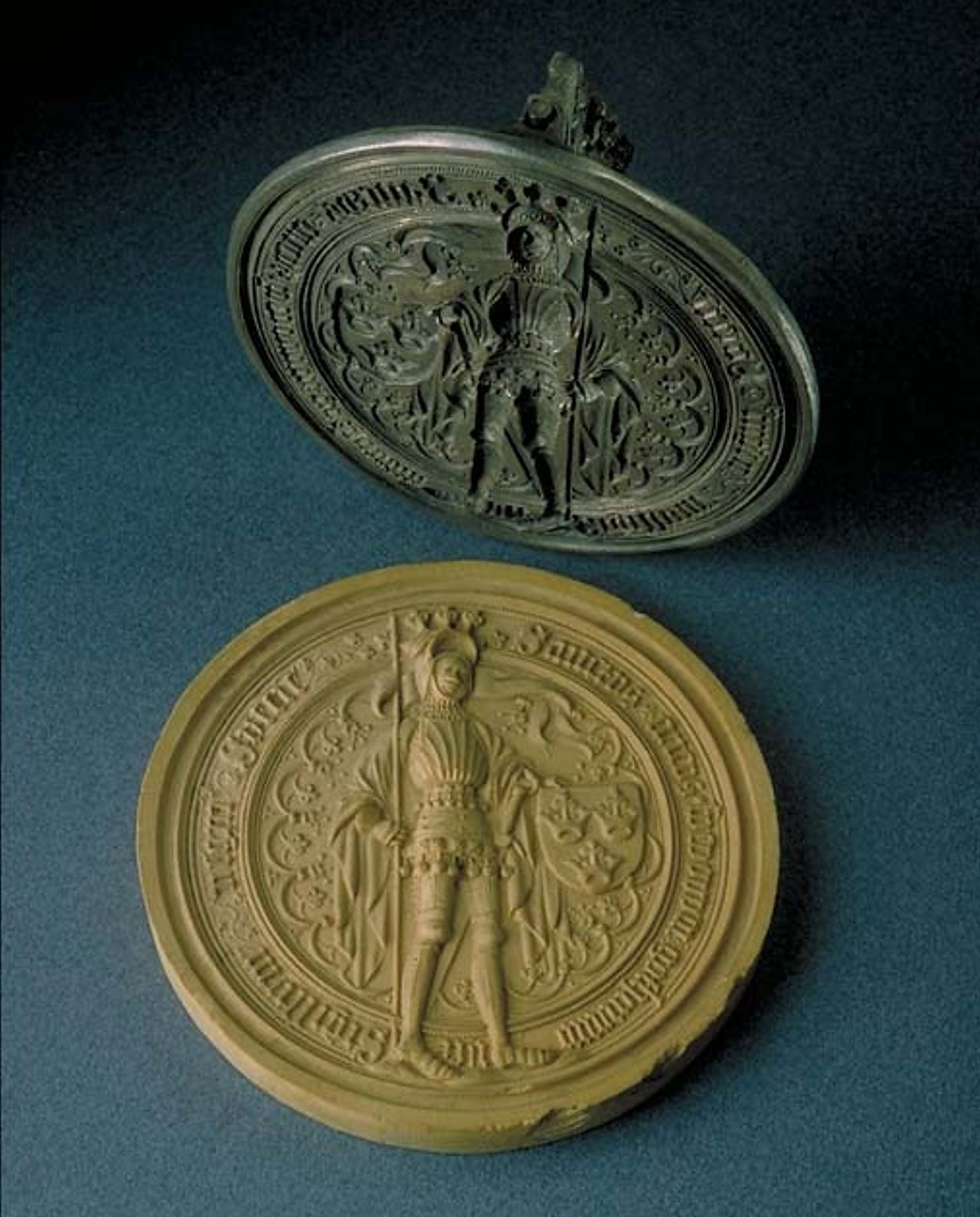
Efter Engelbrektupproret 1435 införde svenska riksrådet en ny riksklämma med S:t Erik hållande svenska riksbaneret Tre Kronor. Riksklämman präglar sigill på officiella handlingar. Den användes tills 1520-talet.

## Talesman för bergsmännen
År 1431 eller 1432 hade frälsemannen Engelbrekt Engelbrektsson utsetts till talesman för folket i Bergslagen för att få kung Erik att avskeda fogden i Västerås, Jens Eriksen ("Jösse Eriksson"). 
Engelbrekt mötte kungen vintern 1432 som hänvisade klagomålen till riksrådet, som i sin tur fann klagomålen befogade. När inget hände tågade en stor skara till Västerås på hösten 1432 men riksrådet inskred som medlare. På våren 1433 var läget oförändrat och protesterna övergick i våldsaktioner, bland annat intogs borgen Borganäs vid nuvarande Borlänge. Dalkarlarna tågade till Västerås och började belägra fogdens borg. Riksrådet avskedade nu fogden och ersatte honom med Hans von Eberstein.
Dalkarlarna var dock inte nöjda utan ville att fogden skulle ställas inför rätta. Protesterna fortsatte följande år och i juni 1434 brändes Borganäs och Köpingshus och Västerås intogs av dalkarlar och västmanlänningar. Åtskilliga stormän ställde sig bakom upproret som spreds över hela landet. Under sommaren inleddes en belägring av Stockholm. Med fogdarna i Örebro slott och Nyköpingshus kom man överens om att de skulle överlämna slotten om det inte fått undsättning efter sex veckor. Engelbrekt och hans trupper fortsatte mot Östergötland och den 16 augusti träffade han en grupp stormän i Vadstena som ställde sig bakom upproret. Därefter kunde upproret ta kontrollen över slotten Ringstaholm och Stegeborg. Stormningen av Stäkeholms slott under ledning av Guse Nilsson (båt) utanför nuvarande Västervik den 21 september misslyckades.
En styrka under ledning av väpnaren Herman Berman intog Rumlaborg vid Huskvarna, Trollaborg söder om Värnamo samt Piksborg vid sjön Bolmen väster om Ljungby. Engelbrekt och hans trupper fortsatte till Örebro slott där kungens fogde överlämnade slottet mot 1 000 mark. Medan andra styrkor fortsatte till Värmland och Dalsland där Amneholm, Edsholm och Dalaborg erövrades, fortsatte Engelbrekt och hans styrkor mot Västergötland. Under Erik Pukes ledning belägrades Axevall. Engelbrekt fortsatte söderut, där Opensten och sedan Öresten erövrades och brändes.
Engelbrekt fortsatte med sina styrkor in i Danmark. Fogden på Varbergs slott, Axel Pedersson (Tott) överlät slottslänet till Engelbrekts styrkor. Fogden på Falkenbergs slott, Åke Axelsson (Tott) satte slottet i brand och evakuerade det sedan sjövägen. 
I Halmstad slöt Engelbrekt ett avtal om vapenvila innan han och hans styrkor återvände till Sverige.

## Rikshövitsman

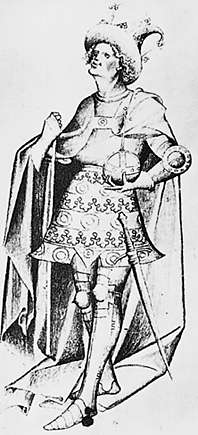
Kung Erik av Pommern avsattes under upproret.

Samtidigt hade kung Erik dragit samman krigsfolk och fartyg som den 1 november kunde ankra i Stockholm. Vid förhandlingar på Helgeandsholmen kom man överens om ett års vapenstillestånd. Stridigheterna mellan kungen och upprorsmakarna skulle avgöras genom rättslig prövning av fyra riksråd från vart rike. Kungen hade då fortfarande kontroll över de starkaste slotten: slottet Tre Kronor i Stockholm, Nyköping slott, Stäkeholm, Kalmar slott, Borgholms slott, Älvsborgs slott och Axevalla hus samt slotten i Finland.
I januari 1435 möttes ett förstorat riksråd bestående av representanter för adeln, kyrkan och köpstadsmän i Arboga och utsåg Engelbrekt till rikshövitsman, motsvarigheten till överbefälhavare. Engelbrekt och många andra som deltagit i upproret blev också riksråd.
I Halmstad möttes representanter för det danska och det svenska riksrådet och den 3 maj kom man överens om att svenskarna skulle erkänna kung Erik om denne gick med på upprorsmännens krav: bland annat att styra Sverige i enlighet med sin kungaförsäkran, att kungen och rådet skulle komma överens om skatterna och att ämbetena marsk och drots skulle återinföras.
I september kom kung Erik åter till Stockholm och förhandlingarna kunde återupptas på Helgeandsholmen. Den 14 oktober gjorde man en uppgörelse som innebar att kungen fick rätt att placera danskar och norrmän på tre av slotten: Stockholm, Nyköping och Kalmar. Kungen skulle vara skyldig att höra riksrådets förslag, däremot inte att följa dem. Karl Knutsson (Bonde) utnämndes till marsk och Krister Nilsson (Vasa) till drots. Frågan om sänkta skatter för bönderna och rättslig prövning av fogdarnas påstådda övergrepp sköts på framtiden.
Kung Erik lämnade Stockholm i månadsskiftet oktober-november och överlät åt riksrådet att styra riket. Missnöjet var uppenbart stort bland bönderna. Riksrådet kallade till ännu ett möte i Arboga i början av januari 1436. Det är möjligt att även representanter för bönderna fick delta i detta möte, till skillnad från 1435. I ett brev undertecknat den 11 februari till kung Erik gav riksrådet kungen två veckor på sig att ställa saker till rätta.
När mötet avslutats marscherade Engelbrekt och Karl Knutsson därefter mot Stockholm som intogs. Stockholms slott belägrades. Till ny rikshövitsman valdes Karl Knutsson. Därefter tog sig Engelbrekt till Blekinge som erövrades. Ett nytt fredsavtal ingicks i Skåne och Lagaholm utanför Laholm erövrades. Därefter erövrades Halmstad och Varberg.
Engelbrekt fortsatte sedan till Älvsborgs slott där man kom överens med kungens fogde att denne fick behålla slottet men inte länet. Därefter fortsatte Engelbrekt till Axevall för att ordna med belägringen. Där blev Engelbrekt sjuk och fortsatte till Örebro slott, dit han anlände mellan den 20 och 25 april 1436.

## Engelbrekts död
Den 4 maj lämnade Engelbrekt Örebro för att resa till ett riksrådsmöte i Stockholm. Färden gick med båt över Hjälmaren. På en holme i Hjälmaren nära Göksholm slog sällskapet läger för natten när Måns Bengtsson (Natt och Dag) kom dit med sitt folk. Engelbrekt hade haft en tvist med Måns far Bengt Stensson (Natt och Dag) men de två hade kommit överens om att låta riksrådet avgöra tvisten. Måns hamnade i ordväxling med Engelbrekt och Måns anföll Engelbrekt med en yxa som träffade honom i nacken.
När nyheten om Engelbrekts död kom till Stockholm kallade riksrådet till möte i Uppsala där adel, präster, köpmän och bönder skulle delta. Den 29 juli inleddes nya förhandlingar med kungen i Kalmar. Vid "stilleståndet i Kalmar" gick kungen med på att styra tillsammans med riksrådet och det blev stopp för kungens försök att få sin kusin hertig Bogislav IX av Pommern vald till efterträdare. Frågan om sänkta skatter och rättslig efterföljd för hårdföra fogdar fick ingen lösning.
Förhandlingarna avslutades med en försoningsceremoni på Stora torget i Kalmar där kungen symboliskt tog riksråden till nåder.

## Orsaker

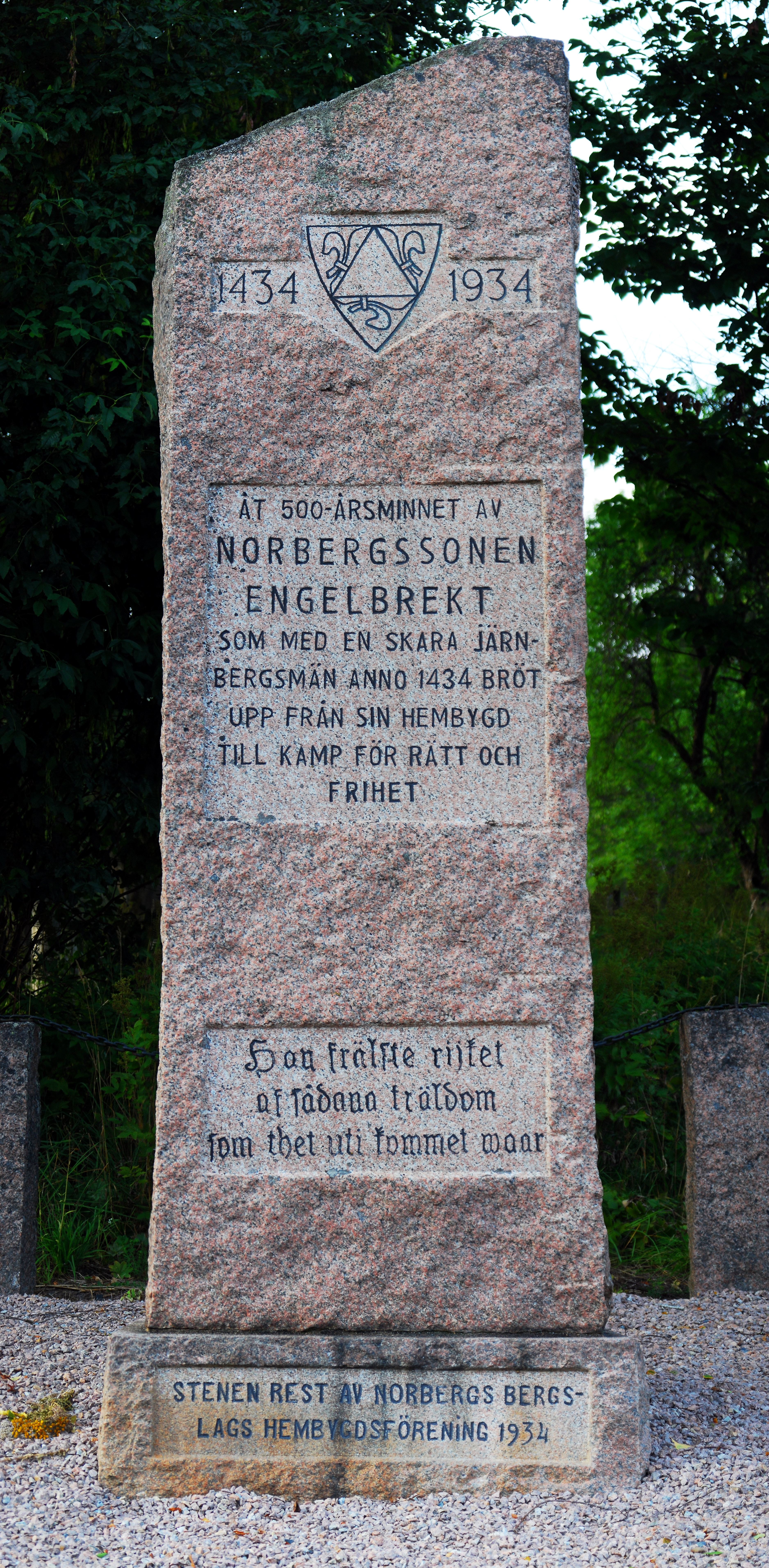
Minnesstenen vid väg 69. Foto 30 juli 2011

Orsaken till upproret är ett tvisteämne inom svensk historieforskning:
- I sin doktorsavhandling Sverige och Kalmarunionen 1397–1457 hävdade professorn i historia Erik Lönnroth att orsaken stod att finna i kung Eriks krig mot Hansan. Lönnroth menade att Hansans blockad lamslog järnexporten från Bergslagen. Professorn i historia Lars-Olof Larsson menar dock att detta inte övertygar då kriget upphörde 1432 och att blockaden brutit samman långt tidigare.
- En delorsak kan vara striden om kyrkans frihet, libertas ecclesiae. 1432 hade ämbetet som ärkebiskop blivit ledigt efter Johan Håkanssons död. Domkapitlet valde domprosten Olov Larsson som snabbt begav sig mot Rom för att få påvens formella utnämning. Kungen reagerade mot att domkapitlet utsett ny ärkebiskop istället för att välja tre kandidater och låta kungen bestämma. Det hela utvecklades till en strid mellan kyrkan och kungen om vilket inflytande kungamakten skulle ha över kyrkan.
- Kung Eriks vana att utse utländska män till fogdar och slottsherrar gjorde att den traditionella rådsaristokratin förlorade inflytande.
- Böndernas missnöje med de utländska fogdarna har ofta framhållits som en viktig förklaring. Engelbrektskrönikans rim om hur den danske fogden i Västerås, Jösse Eriksson, plågar bönderna är välkända men krönikan är helt partisk till upprorsmännens förmån. Det finns knappast något bevarat källmaterial om hur förhållandet varit mellan fogdar och bönder.
- Erik Gustaf Geijer lanserade under 1800-talet teorin att upproret riktade sig mot unionen som sådan. Motargumenten mot denna teori är att man inte kan veta något om Engelbrekts personliga eller politiska ambitioner. Riksrådets förhandlingsvillkor i maj 1435 och uppgörelsen på hösten 1435 visar att riksrådet inte hade unionens upplösning som mål.

## Engelbrektsstenen
Till 500-årsminnet av upproret restes en minnessten vid Ingolsbenning, Norbergs socken, Västmanlands län, vid nuvarande riksväg 69. Stenen restes av Norbergs bergslags hembygdsförening 1934. Stenens position är: N60° 9.948', E 15° 58.940', (decimalt: 60.16580, 15.98234).